# Schwanenmarkt 8

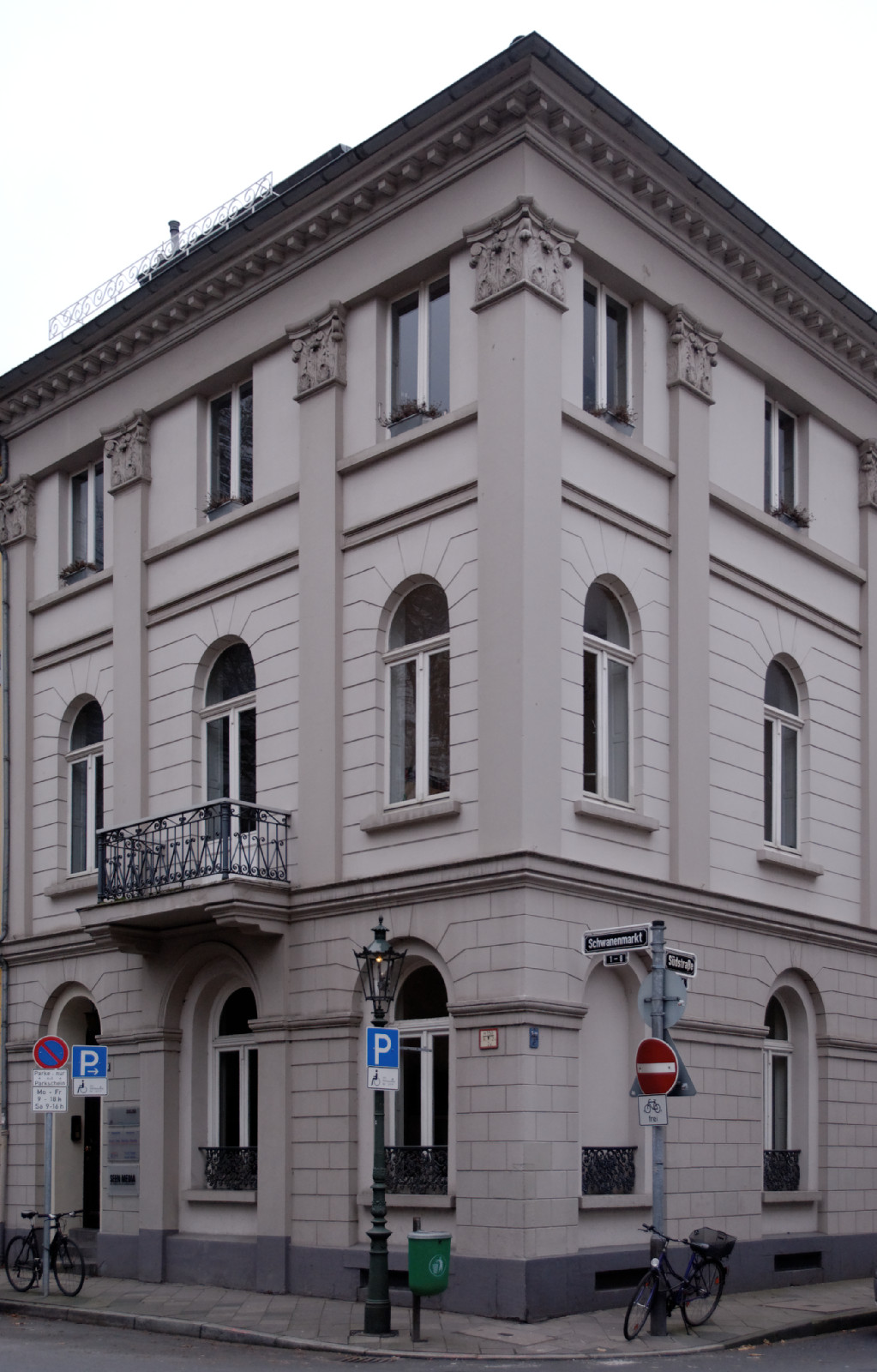
Haus Schwanenmarkt 8

Das Haus Schwanenmarkt 8 in Düsseldorf ist ein denkmalgeschütztes Gebäude, das von dem Vagedes-Nachfolger Anton Schnitzler 1836 im Stil des Klassizismus erbaut worden ist. Es steht für den Übergang zwischen zwei verschiedenen klassizistischen Strömungen; eine war von Adolph von Vagedes geprägt, die nächste von Anton Schnitzler – daher gilt es als „typisches Beispiel der Vagedes-Nachfolge […] für den Übergang von der lokalen Tradition des durch Vagedes geprägten Düsseldorfer Klassizismus zur Berliner Richtung“. Die Hauptfassade ist in drei Achsen unterteilt und zeigt korinthische Pilaster.